# The 4-Skins
The 4-Skins è un gruppo Skinhead Oi! nato nei tardi anni settanta.

## Storia del gruppo
Membri della road crew degli Sham 69, l'organico mutava in continuazione, soprattutto la voce. Sono stati incolpati dei disordini accaduti a Southall, ma oltre a loro suonavano anche The Business, Last Resort e altri. Diventati grandi intorno agli anni ottanta, hanno collaborato a incidere molti CD (di autori vari, per lo più inglesi), facendo crescere sempre più la loro musica. Hanno inoltre inventato il detto A.C.A.B. (All Cops Are Bastards) tratto da un loro brano, usato ancora oggi dagli skinheads, oltre che dalle frange violente sia di destra che di sinistra di tutti gli ultras europei.
Nel 2007 Gary Hodges rifondò la band, anche se nessun altro della vecchia band ne è entrato a far parte.

## Tendenze ideologiche
Il gruppo si contraddistingue per i suoi testi che trattano temi come la violenza della polizia, la corruzione politica, la disoccupazione e la guerra. Ma tre membri militanti nelle file del gruppo aderiscono ad ideologie politiche di destra:
- Gary Hitchcock, batterista  e manager del gruppo, milita in movimenti della destra inglese già prima di aderire alla band;
- Gary Hodges, primo vocalist della band, negli ultimi tempi è stato accusato di razzismo e xenofobia a causa del testo della canzone "Take No More", e alcune voci affermano che negli anni '90 sia stato membro del movimento neo-nazista Combat 18, anche se è un fatto mai stato confermato;
- Paul Swain, chitarrista dal 1983 al 1984 dopo lo scioglimento del gruppo (da notare "dopo") entrò a far parte degli Skrewdriver, una white power rock band che dal 1984 gioca un ruolo chiave nella scena internazionale del Rock Against Communism[3].

Tuttavia, è decisamente sbagliato affermare che i 4 Skins fossero una band fascista: 
- il gruppo è autore di diverse canzoni 2 Tone Ska ("Plastic Gangsters", "Seems To Me" e "Dambusters");
- non ha mai scritto testi razzisti, mentre trattava temi come l'orgoglio di classe e il disprezzo verso la borghesia, quindi temi comunque più vicini a posizioni filo-proletarie di sinistra;
- il leader e bassista Hoxton Tom McCourt è da sempre noto per le sue posizioni liberal e anti-razziste e per la sua passione per il Soul; e come testimoniato dai libri di Garry Bushell, Hoxton è stato sì coinvolto in scontri con la Red Action, ma anche contro militanti del National Front;
- Steve "Rockabilly" Peace dopo l'esperienza dei 4 Skins fondò una rockabilly band di stampo socialista.

## Formazione

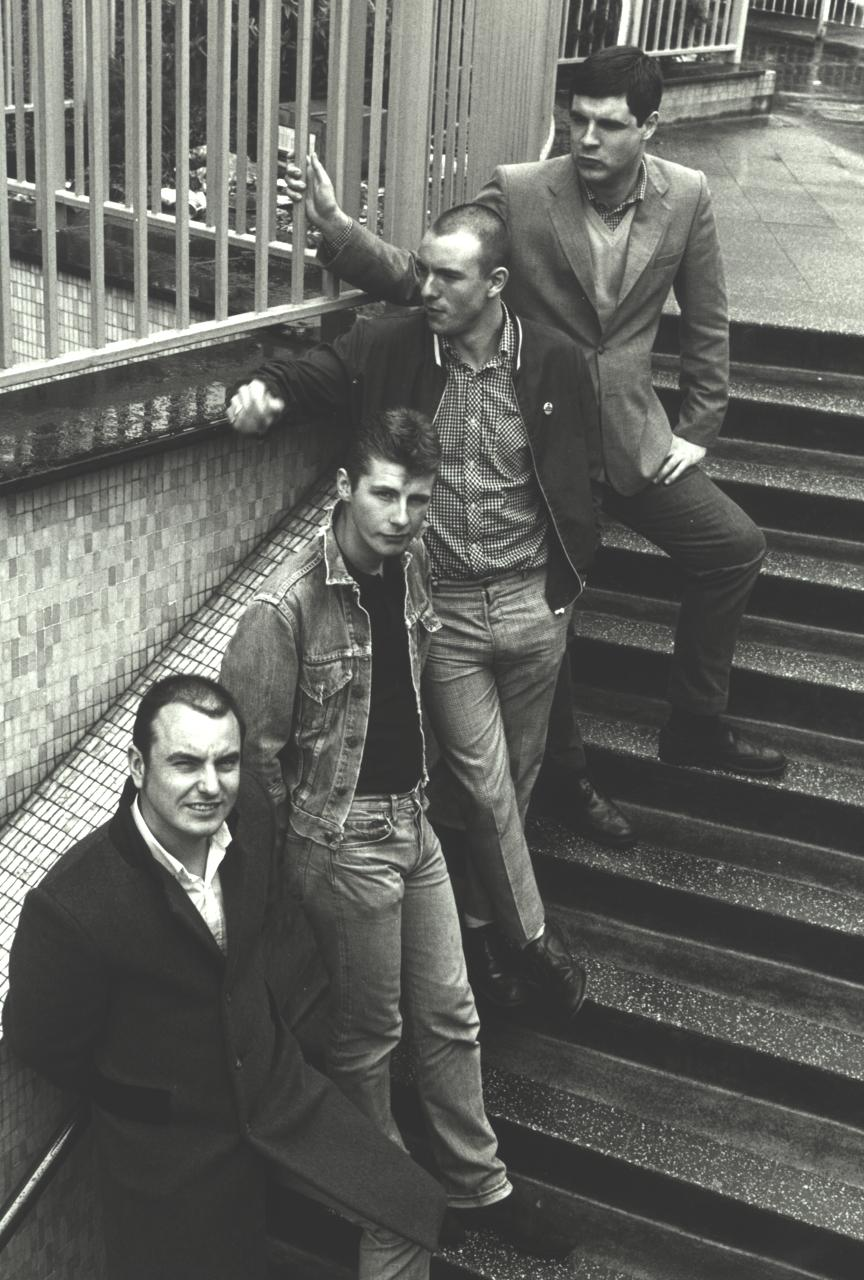
La band nel 1980

### 1979-1980
- Hoxton Tom McCourt (chitarra)
- Gary Hodges (voce)
- Steve "H" Harmer (basso)
- Gary Hitchcock (batteria).

### 1980-1981
- Hoxton Tom McCourt (basso)
- Gary Hodges (voce)
- Steve "Rockabilly" Pear (chitarra)
- John Jacobs (batteria)

### 1981-1983
- Hoxton Tom McCourt (basso)
- Tony "Panther" Cummins (voce)
- John Jacobs (chitarra)
- Pete Abbot (batteria)

### 1983-1984
- Hoxton Tom McCourt (basso)
- Roi Pearce (voce)
- Paul Swain (chitarra)
- Ian Bramson (batteria)

### Dal 2007 al 2008
- Steve "H" Harmer (basso)
- Gary Hodges (voce)
- Mick Geggus (chitarra)
- Andy Russell (batteria)

### Dal 2008
- Graham Bacon (basso)
- Gary Hodges (voce)
- Tom Brennan (chitarra)
- Sedge Swatton (batteria)

## Discografia

### Album

#### Album in studio
- 1982 - The Good, The Bad & The 4 Skins
- 1983 - A Fistful of...4-Skins
- 2010 - The Return

#### Album dal vivo
- 1984 - From Chaos To 1984 (The 4 Skins Live)
- 1989 - Live And Loud!! (The Bridgehouse Tapes)
- 1993 - Live And Loud!! (con gli Infa Riot)
- 2008 - East Cost Oi! Fest 2008

#### Compilation
- 1987 - A Few 4 Skins More Volume 1
- 1987 - A Few 4 Skins More Volume 2
- 1987 - The Wonderful World of The 4 Skins
- 1991 - The Best of The 4 Skins
- 1993 - Live and Loud!! (split con gli Infa Riot)
- 1998 - Singalong-a 4 Skins
- 1999 - Singles & Rarities
- 1999 - Clockwork Skinhead
- 2000 - Low Life
- 2001 - The Secret Life of The 4 Skins
- 2002 - One Law for Them
- 2003 - History of...

### Singoli & EP
- 1981 - One Law for Them/Brave New World
- 1981 - Yesterday's Heroes
- 1982 - Low Life/Bread or Blood
- 2009 - Turning the Past into the Present (split con gli Evil Conduct)

### Box set
- 2017 - The Original Singles Box Set
- 2018 - The Albums

## Video
- (EN) Servizio d'epoca della BBC su 4 Skins e gli scontri di Southall, su youtube.com.